# Volkswille (SPD-Zeitung)
Der Volkswille war eine sozialdemokratische Tageszeitung in Hannover, die erstmals – nach einem Werbeexemplar am 13. September 1890 – unmittelbar nach der Aufhebung des Sozialistengesetzes am 1. Oktober 1890 erschien. Sie war vor, während und nach dem Ersten Weltkrieg das Sprachrohr der einen gemäßigt-legalistischen Kurs verfolgenden SPD-Führung.
Nachfolgerin des Volkswillens war ab der Lizenzerteilung am 18. Juli 1946 die Hannoversche Presse.

## Beschreibung
Die Zeitung führte den Untertitel Organ für die Interessen der arbeitenden Bevölkerung der Provinz Hannover und erschien sechs Mal in der Woche. Kopfblatt war die „Osnabrücker Abendpost“. SPD-Mitglieder waren zum Abonnement des Volkswillens verpflichtet: 1908 hatte die Zeitung 28.300 Abonnenten, im März 1913 bereits 33.420 (davon allein 19.524 in Hannover und Linden). Der jeweilige örtliche Parteivorstand führte die Aufsicht.
Als Auflage wurde in den Geschäftsberichten genannt: 20.000 (1906), 29.200 (1908), 30.000 (1910), 35.000 (1914), 22.000 (1926).

## Geschichte
Die erste Redaktion nahm zunächst in der Marktstraße 45 Quartier, nach weiteren provisorischen Zwischenlösungen wurde dann das neue Partei- und Gewerkschaftshaus in der Nikolaistraße bezogen (die heutige Goseriede Nr. 4).
Erster Geschäftsführer war August Lohrberg, ab 1905 dann der Buchdrucker und Vorsitzende der SPD-Kreisorganisation Hannover (1896–1921) Ludwig Dörnke. Die ersten leitenden Redakteure waren die späteren Reichstagsabgeordneten Friedrich Rauch und Emanuel Wurm. Weitere bekannte Redakteure waren Friedrich Westmeyer und Robert Leinert.
Ab März 1925 wurde der Volkswille, genau wie alle anderen Parteibetriebe, der Konzentration AG zugeordnet, der Dachgesellschaft der sozialdemokratischen Zeitungsbetriebe. Für den Volkswillen arbeiteten 1930 in den drei Abteilungen Buchhandlung, Zeitung und Druckerei 153 Arbeiter und Angestellte. Deren Emblem (drei Pfeile) wurde nach der Gründung der Eisernen Front 1932 in den Titel aufgenommen. Zu jener Zeit lag die Auflage bei ungefähr 60.000 Exemplaren. Ein bekannter Redakteur aus dieser Zeit ist Arno Scholz.
Nach der Machtübernahme durch die Nationalsozialisten wurde erstmals eine Ausgabe (die vom 4. Februar 1933) vom Polizeipräsidenten beschlagnahmt, hinzu kam die Einleitung eines Hochverratsverfahrens gegen die Zeitung und den verantwortlichen Redakteur Karl Raloff.
Weitere Verbotsverfügungen betrafen die Ausgaben vom 17. bis 21. Februar 1933. Am 28. Februar erfolgte dann zunächst ein weiteres, jedoch zweiwöchentlich mehrmals verlängertes Verbot, das dann de facto zum endgültigen Ende der Zeitung führte: Nach der Besetzung des Gewerkschaftshauses durch die 12. SS-Standarte am 1. April 1933 musste der Maschinenpark der nationalsozialistischen Niedersächsischen Tageszeitung (NTZ) überlassen werden.

## Redakteure
- Ernst Andrée (1911 bis 1922)
- Friedrich Westmeyer, Ende 1904 zu 3 Monaten Gefängnis wegen „Gotteslästerung“ verurteilt[4]